# Cerkiew św. Michała Archanioła w Maardu
Cerkiew św. Michała Archanioła – prawosławna cerkiew w Maardu. Jest to świątynia parafialna Estońskiego Kościoła Prawosławnego.
Cerkiew została wzniesiona w 1998. Jest to świątynia jednonawowa, z dzwonnicą usytuowaną ponad przedsionkiem oraz pojedynczą cebulastą kopułą ponad nawą. Jej poświęcenie miało miejsce 9 czerwca 1998; dokonał go metropolita Tallinna i całej Estonii Korneliusz (Jakobs). W podziemiach budynku znajduje się druga świątynia prawosławna, której patronem jest św. Serafin z Sarowa.
W cerkwi znajdują się trzy otaczane szczególną czcią ikony: św. Serafina z Sarowa, św. Aleksandry oraz św. Michała Archanioła.